# 井戸金町
井戸金町（いどがねちょう）は、愛知県瀬戸市本地連区の町名。丁番を持たない単独町名である。

## 地理
- 瀬戸市の南西端に位置する[8]。西を尾張旭市晴丘町、北を坂上町・坊金町、東を山の田町、南を長久手市岩作雁又と隣接している[注釈 1][8]。
- 猿投山系西方の丘陵地で、従来樹林地と畑地であったが、近年工場・住宅の進出が盛ん[8]。

### 河川
- 南境川（矢田川支流） ： 町の北部、坂上町との町境付近を西流している。
- 愛知用水[8] ： 町の西部を南流している。

- 愛知用水（井戸金町内）

### 池沼
- かんねた池 ： 町の北西部にある。

### 学区
市立小・中学校に通う場合、学区は以下の通りとなる。また、公立高等学校普通科に通う場合の学区は以下の通りとなる。
| 番・番地等 | 小学校               | 中学校             | 高等学校 |
| ---------- | -------------------- | ------------------ | -------- |
| 全域       | 瀬戸市立幡山西小学校 | 瀬戸市立幡山中学校 | 尾張学区 |

## 歴史

### 町名の由来
小牧・長久手の戦いの落ち武者が当地の井戸に金を隠したことによるとも、井戸の中に金の鳩が住んでいたことによるともいう。

### 沿革
- 1970年（昭和45年）4月15日 - 瀬戸市大字本地字井戸金・大湫・坊金・山ノ田の各一部により、同市井戸金町として成立[2]。

## 世帯数と人口
2024年（令和6年）2月1日現在の世帯数と人口は以下の通りである。
| 町丁     | 世帯数  | 人口  |
| -------- | ------- | ----- |
| 井戸金町 | 218世帯 | 470人 |

### 人口の変遷
国勢調査による人口の推移。
| 1995年（平成7年）  | 538人 | [ 12 ] |  |
| 2000年（平成12年） | 538人 | [ 13 ] |  |
| 2005年（平成17年） | 519人 | [ 14 ] |  |
| 2010年（平成22年） | 524人 | [ 15 ] |  |
| 2015年（平成27年） | 497人 | [ 16 ] |  |
| 2020年（令和2年）  | 502人 | [ 17 ] |  |

### 世帯数の変遷
国勢調査による世帯数の推移。
| 1995年（平成7年）  | 151世帯 | [ 12 ] |  |
| 2000年（平成12年） | 167世帯 | [ 13 ] |  |
| 2005年（平成17年） | 169世帯 | [ 14 ] |  |
| 2010年（平成22年） | 182世帯 | [ 15 ] |  |
| 2015年（平成27年） | 179世帯 | [ 16 ] |  |
| 2020年（令和2年）  | 194世帯 | [ 17 ] |  |

## 交通

### 鉄道
町内に鉄道は走っていない。最寄り駅は名鉄瀬戸線三郷駅になる。

### バス
瀬戸市コミュニティバス「本地線」
- 陶生病院 - 瀬戸口駅 - 愛知医大 系統 ： 井戸金町バス停・坂上町西バス停

- 井戸金町バス停
- 坂上町西バス停

### 道路
愛知県道75号春日井長久手線 ： 町の中央部を南北に貫くように通っている。

## 施設
- オカベカミコン瀬戸工場 ： 2004年（平成16年）5月開設[18]。梱包資材の開発・製造・販売をしている[18]。本社は名古屋市守山区[18]。
- グッドマン総合研究所 ： 1975年（昭和50年）9月設立[19]。医療機器の輸入・開発・製造・販売をしている会社の総合研究所・研究開発本部[19]。
- アコーディアガーデン瀬戸 ： 瀬戸市・尾張旭市・長久手市の市境に位置する200Ｙ60打席、全打席オートティアップのゴルフ練習場[20]。

- オカベカミコン瀬戸工場
- グッドマン総合研究所
- アコーディアガーデン瀬戸

## その他

### 日本郵便
- 郵便番号 : 489-0976[6]（集配局：瀬戸郵便局[21]）。